# Luigi Gazzoli
Luigi Gazzoli (ur. 4 maja 1735 w Terni, zm. 23 stycznia 1809 w Rzymie) – włoski duchowny katolicki, wysoki urzędnik Państwa Kościelnego, kardynał.
Pochodził ze szlacheckiej rodziny. Od 1758 pozostawał w służbie Państwa Kościelnego, w październiku tegoż roku otrzymując z rąk wybranego kilka miesięcy wcześniej papieża Klemensa XIII dwa niższe święcenia. Subdiakonat przyjął w 1759, diakonat w 1762. Przez większą część życia służył papiestwu w randze diakona, na kapłana wyświęcony został 15 listopada 1801. Był m.in. prałatem i tajnym szambelanem Klemensa XIII, protonotariuszem apostolskim, kanonikiem bazyliki laterańskiej, audytorem Komnaty Apostolskiej i referendarzem trybunału Sygnatury Apostolskiej. Pełnił też funkcję gubernatora kilku posiadłości Państwa Kościelnego, m.in. Ankony i Loreto.
16 maja 1803 Pius VII mianował go kardynałem in pectore; nominacja została ogłoszona 11 lipca 1803, a we wrześniu tegoż roku Gazzoli objął jako kardynał-diakon kościół tytularny św. Adriana na Foro Romano.
Zmarł 23 stycznia 1809 w Rzymie (podawana jest również inna data zgonu: 23 czerwca 1809) i został pochowany w kościele św. Adriana.
W 1831 kardynałem został jego bratanek, Ludovico Gazzoli.